# Лаймен (Нью-Гемпшир)
Лаймен (англ. Lyman) — місто (англ. town) в США, в окрузі Ґрафтон штату Нью-Гемпшир. Населення — 585 осіб (2020).

## Демографія
Згідно з переписом 2010 року, у місті мешкали 533 особи в 240 домогосподарствах у складі 165 родин. Було 369 помешкань
Расовий склад населення:
| - 98,5 % — білих |

До двох чи більше рас належало 1,3 %. Частка іспаномовних становила 0,8 % від усіх жителів.
За віковим діапазоном населення розподілялося таким чином: 15,6 % — особи молодші 18 років, 64,7 % — особи у віці 18—64 років, 19,7 % — особи у віці 65 років та старші. Медіана віку мешканця становила 51,1 року. На 100 осіб жіночої статі у місті припадало 101,9 чоловіків;  на 100 жінок у віці від 18 років та старших — 104,5 чоловіків також старших 18 років.
Середній дохід на одне домашнє господарство  становив 71 391 долар США (медіана — 56 964), а середній дохід на одну сім'ю — 80 634 долари (медіана — 64 773). Медіана доходів становила 42 000 доларів для чоловіків та 41 875 доларів для жінок. За межею бідності перебувало 4,3 % осіб, у тому числі 0,0 % дітей у віці до 18 років та 2,8 % осіб у віці 65 років та старших.
Цивільне працевлаштоване населення становило 325 осіб. Основні галузі зайнятості: роздрібна торгівля — 27,4 %, освіта, охорона здоров'я та соціальна допомога — 25,2 %, виробництво — 12,0 %, мистецтво, розваги та відпочинок — 7,1 %.